# Импуцита
Импуцита или Владичен, по-рядко Ъмпуцита (на украински: Владичень; на румънски: Împuţita) (от 1812 до 1944 г. Импуци́та, по-рядко Импуцыта) е село в Болградски район, Одеска област, Украйна. Землището на селото е 2.4 км2.

## География
Селото се намира в историческата област Буджак (Южна бесарабия). Разположено е край западния бряг на езерото Ялпух, южно от Болград.

## История
На територията на селото са намерени останки от медната епоха (Гумелницка култура) от 4 хилядолетие пр.н.е.
През XVII век територията на днешното село е незаселена местност. Молдованското население на района нарича местността Импуцита, което в превод означава „блато“. Постепенно на територията на днешното село се заселват главно българи, прииждащи от българските земи след руско-турските войни от началото на XIX век. След Руско-турската война от 1806-1812 година в селото се заселват 134 български семейства от Македония. В 1814 година в селото е изградена църква - „Свети Николай“.
В Указа на руския император Александър I от 29 декември 1819 година, регламентиращ статута на „българите и другите отвъддунавски преселници“, Инпуцита е посочено като селище в Кагулски окръг. През 1835 година в Импуцита са регистрирани 114 семейства с 610 жители (317 мъже и 293 жени). 36 от семействата (195 души) са нови колонисти, установили се в селото след Руско-турската война от 1828-1829 г. В 1852 година селото, което е част от Кагуло-Прутски окръг, има 983 жители.
Съгласно Парижкия мирен договор от 1856 г. Импуцита попада в Княжество Молдова, а впоследствие - в новообразуваната Румъния. През 1861 година част от жителите на Импуцита се преселват в Таврия, а на тяхно място се заселват българи от бесарабските села Анадол, Джурджулещ и Карагач. В Таврия бившите жители на Импуцита основават селата Манойловка и Зеленовка. Според Михаил Греков броят на изселилите се от Импуцита семейства е 234. През 1863/1864 година учител в селото е Йон Франзов. Местното училище е изцяло поддържано от общината. Според статистика, изготвена от румънските просветни власти, през 1869 година Ъмпуцита има 75 семейства, едно училище с 15 ученици - момчета. През учебната 1872/1873 година броят на учениците в Импуцита е  17 - 13 момчета и 4 момичета.
През 1878 година Импуцита отново е в състава на Руската империя. В началото на ХХ век селото има 1154 жители, притежаващи 3770 десетини земя.
През 1918-1940 и 1941-1944 година Импуцита е в границите на Румъния. Според данните от преброяването от 1930 година жителите му са 1.892 души, от които 1444 българи, 409 румънци, 27 руснаци, 3 евреи и 9 гагаузи.
От края на юни 1940 до юни 1941 година и от 1944 до 1991 година Импуцита е в състава на Съветския съюз. През 1967 година е взривена църквата „Свети Никола“ в селото.
От 1991 година Импуцита е в пределите на независима Украйна.

## Население
Населението на селото възлиза на 1263 души(2001). Гъстотата е 526,25 души/км2.
Демографско развитие:
- 1835 – 610
- 1852 – 983 души
- 1930 – 1892 души
- 1940 – 2109 души
- 2001 – 1263 души

### Езици
Численост и дял на населението по роден език, според преброяването на населението през 2001 г.:
| Роден език | Численост | Дял (в %) |
| Общо       | 1263      | 100.00    |
| Български  | 940       | 74.42     |
| Руски      | 150       | 11.87     |
| Гагаузки   | 67        | 5.30      |
| Украински  | 60        | 4.75      |
| Молдовски  | 40        | 3.16      |
| Арменски   | 1         | 0.07      |
| Беларуски  | 1         | 0.07      |
| Румънски   | 1         | 0.07      |
| Други      | 3         | 0.23      |

## Културни забележителности
- Обелсик в чест на съветските воини-освободители (скулптор А. Копиев[15])

## Родени в Импуцита
- Александър Телалим, български художник от Украйна

## Галерия
- Главната улица
- Културният дом
- Плаж на езерото Ялпуг
- Брегът на Ялпуг